# عبد الرحمن الدروي
الشيخ عبد الرحمن الدروي (أغسطس 1903 - 2 يناير 1991) قارئ قرآن مصري ويعد أحد أعلام هذا المجال البارزين، من مواليد قرية دروة، مركز أشمون، محافظة المنوفية.